# Dazed
Dazed (precedentemente Dazed & Confused) è una rivista britannica fondata nel 1991 e pubblicata bimestralmente.

## Descrizione
I principali argomenti trattati dal magazine sono: moda, musica, cinema, arte e letteratura. Dazed è pubblicata da Dazed Media, un gruppo media indipendente. Il portfolio della compagnia include anche AnOther, Dazed Beauty e NOWNESS. La nuova divisione della compagnia, Dazed Studio, crea campagne editoriali per brand. La sua sede è Londra e i founders sono Jefferson Hack e Rankin.